# Rhoda Scott
Pour les articles homonymes, voir Scott.
Rhoda Scott, est une organiste et chanteuse de jazz américaine née le 3 juillet 1938, à Dorothy, dans l'État du New Jersey. Elle est surnommée « The Barefoot Lady » (la dame aux pieds nus).

## Biographie

### Famille et jeunesse
Rhoda Scott naît à Dorothy dans le New Jersey. Elle est la fille aînée d'un pasteur itinérant noir et d'une mère blanche, ce qui ne l'empêche pas d'être confrontée au racisme dans les États-Unis ségrégués. Elle a six frères et sœurs.
Ses deux parents sont musiciens, chanteurs, pianistes et organistes amateurs, et son père l'emmène dans des petites églises noires, où elle entend gospel et spirituals. Rhoda Scott tiendra d'ailleurs l'orgue pendant quarante ans dans sa paroisse du Perche.
La « légende familiale » veut que sa mère prenait Rhoda sur ses genoux quand elle jouait à l'église, et que cette dernière rejouait d'oreille les airs entendus. Elle écoute du jazz, du rhythm and blues, du Ray Charles, et reproduit ce qu'elle entend au piano. Elle apprend seule à déchiffrer les partitions, et joue tout ce qui lui passe sous la main. Alors qu'elle a huit ans, quand son père est envoyé dans une église dans laquelle se trouve un orgue Hammond, elle est fascinée par l'instrument et les possibilités qu'il offre.
Vers 12 ou 13 ans, elle est répétitrice au piano dans son pensionnat où elle accompagne la chorale, rôle qu'elle continue à tenir au lycée. Elle gagne une bourse qui lui permet d'étudier au Westminster Choir College, à Princeton, alors qu'elle a seize ans. Les cours de piano étant complets, elle entre dans la classe d'orgue et découvre les œuvres de Jean-Sébastien Bach. Faute de financement, elle doit arrêter ses études, et travaille comme assistante comptable dans une maison de couture.

### Débuts professionnels
Alors qu'elle a vingt ans, elle commence à jouer de l'orgue dans un groupe de rhythm and blues. Elle fonde rapidement ses propres groupes, jouant en banlieue de New York jusqu'à finir par faire à Newark (New Jersey) la première partie de Count Basie, qui l'invite à jouer dans son club de Harlem. En 1963, elle enregistre son premier album  Live! at the Key Club (Tru-Sound/Prestige TSLP-15014). Elle rencontre Eddie Barclay, qui achète pour 75 $ un morceau, devenu un tube, Hey Hey Hey.
Petit à petit, elle tourne dans tous les États-Unis, mais se lasse de son groupe :

« De façon générale, mes deux partenaires étaient très attirés par les paillettes, […] et plus ça allait, plus ils insistaient pour que je m'habille de façon plus sexy, avec des robes fendues, des hauts talons, du maquillage, et je me suis sentie de moins en moins à l'aise dans ce contexte, comme dépossédée de moi-même »

— Rhoda Scott.

### Retour aux études
Rhoda Scott décide de s'inscrire à la prestigieuse Manhattan School of Music, où elle étudie entre ses 24 et 28 ans, sans s'arrêter de jouer en club. Elle sort diplômée de théorie musicale, l'école ne délivre pas de diplôme en orgue et son niveau de piano n'étant pas assez bon.
Quand on lui propose d'enseigner à la Manhattan School of Music, elle décide de perfectionner son apprentissage et d'aller étudier au Conservatoire américain de Fontainebleau (France) avec Nadia Boulanger. Rhoda Scott arrive ainsi en France en 1967, pays pour lequel elle a un coup de foudre. Malheureusement la rencontre avec la compositrice ne se passe pas aussi bien qu'espéré :

« Nadia Boulanger était la représentante d'un monde dont je ne connaissais rien, c'était à la fois impressionnant et effrayant. Elle avait une telle culture musicale et une telle rigueur que c'était totalement inhibant. Elle essayait de me parler et j'étais incapable de lui dire un mot. J'avais de très bons résultats aux tests théoriques, mais je ne supportais pas la petite cour d'étudiants qui l'entourait, je ne savais pas comment évoluer dans ce milieu, et j'ai vite compris que la rencontre n'aurait pas lieu. »

— Rhoda Scott.
Elle retourne aux États-Unis au bout d'un an, où elle prend des cours de français.

### Les années Barclay
Elle retourne en France en plein mai 68. Elle fréquente les clubs de jazz de Paris, rencontre le pianiste Art Simmons, et recroise la route d'Eddie Barclay, qu'elle connaissait de ses années en club à Harlem et avec qui elle signe un contrat qui durera jusqu'aux années 1980. Au bout de quelques semaines, elle est engagée au Bilboquet, un club de Saint-Germain-des-Prés, où la foule se presse pour l'entendre.
Rapidement, Rhoda Scott devient une star, et Yves Saint Laurent lui conçoit des tenues de scène. Elle joue, notamment, à l'Olympia, en première partie d'un tour de chant de Gilbert Bécaud au début des années 1970, puis enregistre un concert peu de temps après dans ce même music-hall, accompagnée par Joe Thomas (flûte/saxophone ténor) et Cees Kranenburg Jr. (batterie). Elle est invitée par Denise Glaser à Discorama en 1969, ce qui augmente encore sa notoriété.
En 1976, elle enregistre à New York un album avec le big band de Thad Jones et Mel Lewis (Thad Jones/Mel Lewis Orchestra with Rhoda Scott (en), Barclay). Le répertoire est en grande partie choisi par Scott, pour qui c'est la première expérience avec un grand orchestre.

### Après Barclay

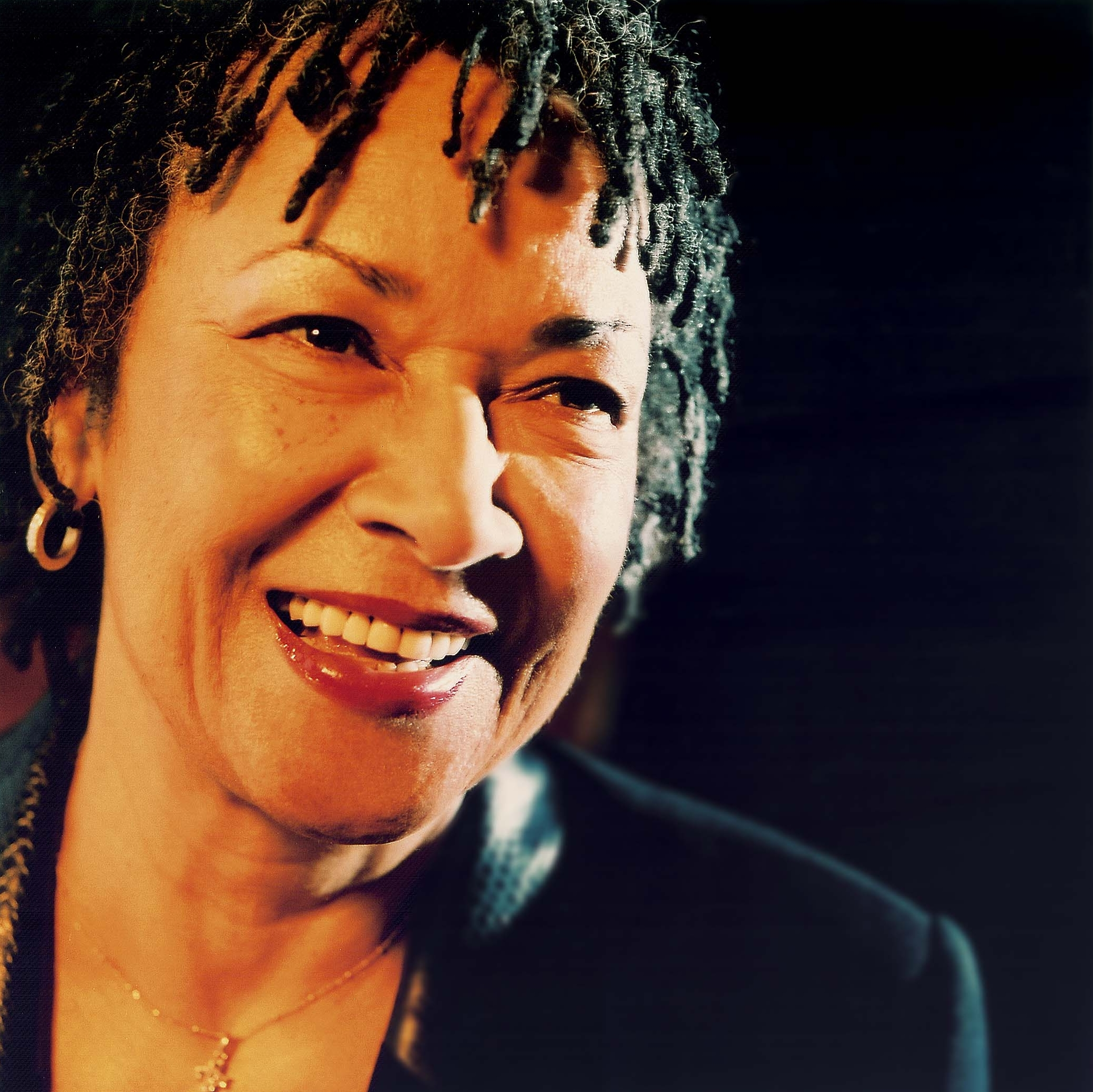
Rhoda Scott en 2006.

Elle rompt son contrat avec Barclay dans les années 1980. Après une petite période de silence, elle réenregistre chez Verve des disques plus proches du jazz.
Elle crée, sur proposition de Jean-Pierre Vignola, le directeur du Festival de Vienne, le « Lady Quartet », avec Sophie Alour (saxophone ténor), Airelle Besson (bugle) puis Lisa Cat-Berro (saxophone alto) et Julie Saury (batterie). Après un premier concert au Festival de Vienne 2004, elle tourne dans les clubs de jazz et enregistre un album le 21 janvier 2008 au Sunset.
Elle est la marraine du chœur de l'université du Mans, dirigé par Evelyne Béché.
En 2010, à l'occasion du festival musical du Printemps des orgues, elle accompagne le Chœur des Mauges de Beaupréau sous la direction de Katika Blardone[réf. souhaitée].
En 2011 paraît Organ Masters, qu'elle enregistre au Duc des Lombards en duo avec la jeune génération d'organistes : Emmanuel Bex, Thierry Eliez, Stefan Patry et Benoît Sourisse.
Elle enregistre Blanc Cassé (2017) avec le saxophoniste Christophe Monniot et le batteur Jeff Boudreaux. Elle se casse le col du fémur après l'enregistrement, et ne peut pas tourner avec lui ensuite.
En 2017 elle publie We Free Queens avec son Lady Quartet (Sophie Alour, Lisa Cat-Berro, Julie Saury), avec quelques invitées : Anne Paceo, Géraldine Laurent et Julien Alour.

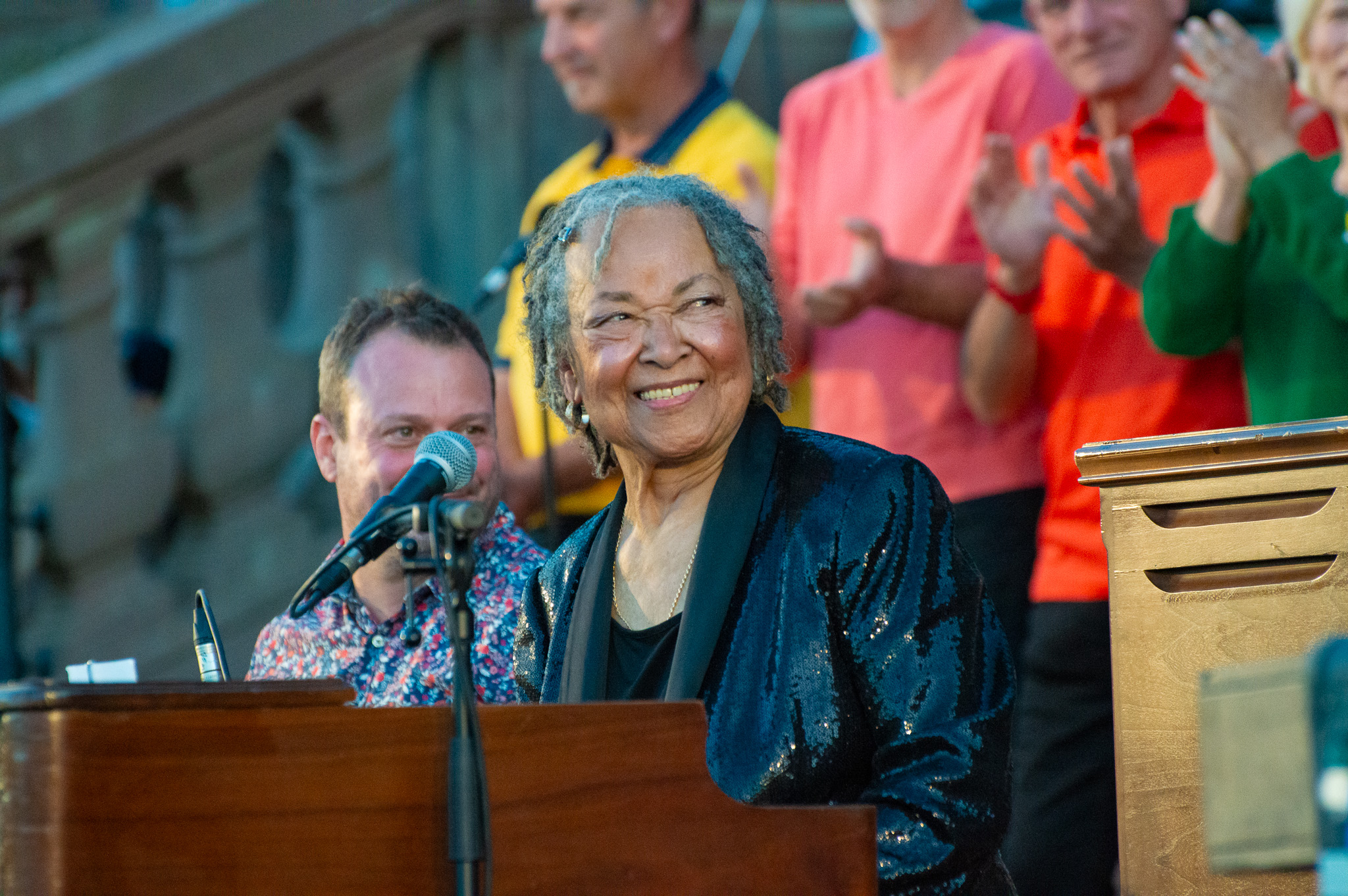
Rhoda Scott et sa chorale éphémère, dans le parc du Château des Rohan à Saverne, dans le cadre du festival Au grès du Jazz, en 2023.

En 2020 paraît Movin' Blues en duo avec le batteur Thomas Derouineau, reprise de la formule qui a assuré sa reconnaissance, avec un répertoire alliant compositions originales et reprises de Duke Ellington, d'Antônio Carlos Jobim ou de Michel Legrand,.
En 2021 paraît Lady All Stars, enregistré alors que Rhoda Scott a plus de 83 ans. Elle est entourée d'un groupe exclusivement féminin, prolongement de son Lady Quartet : Sophie Alour (saxophone ténor), Airelle Besson  (bugle, trompette), Céline Bonacina (saxophone baryton), Lisa Cat-Berro et Géraldine Laurent (saxophone alto), Anne Paceo et Julie Saury (batterie),.
En 2021 et 2022, elle participe au festival Gospel en Bray, en Normandie.
En 2023, elle est marraine de la 20e édition du festival Au grès du Jazz de La Petite-Pierre.

### Vie privée
Elle épouse le 3 octobre 1969 à l'église américaine de Paris l'ancien acteur et chanteur Raoul Saint-Yves (surnommé Raoul le garçon de café chantant), décédé le 23 octobre 2008. Elle a deux enfants, Virgile et Eugénie.
Rhoda Scott aime beaucoup la France et possède une propriété à Coulonges-les-Sablons dans l'Orne, où elle réside régulièrement.

## Style

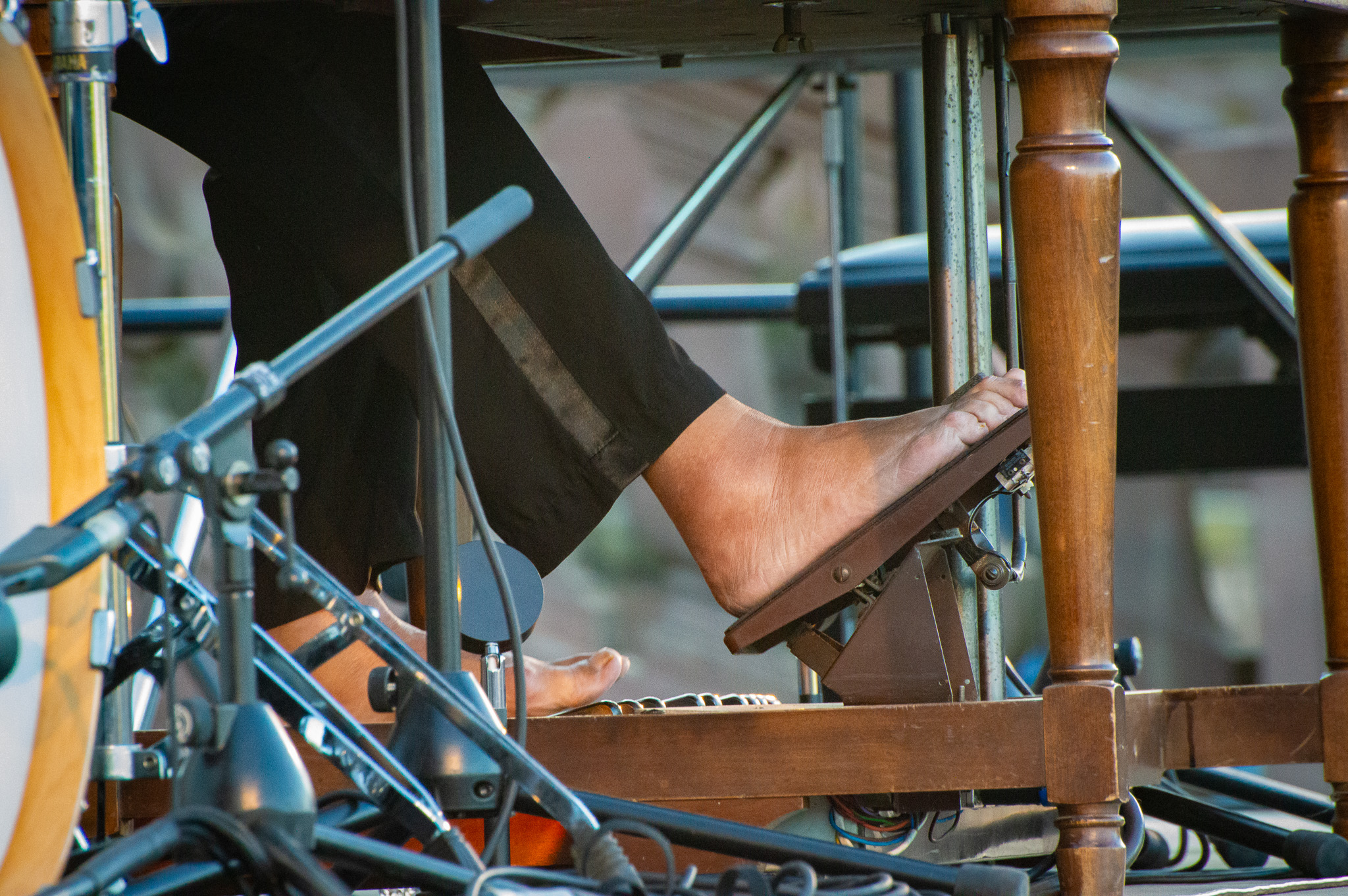
Rhoda Scott joue de l'orgue pieds nus.

Elle est surnommée « The Barefoot Lady » (la dame aux pieds nus), de l'habitude qu'elle a prise toute petite pour jouer du pédalier sans abimer son bois, et qu'elle a perpétué sur scène.
Influencée par le rhythm and blues et le gospel, Rhoda Scott n'a pas cherché à copier les autres organistes (même si elle a étudié Jimmy Smith), mais plutôt à s'inspirer du phrasé de chanteurs comme Frank Sinatra, Sammy Davis, Jr., Morgana King, Ella Fitzgerald, Sarah Vaughan ou encore Barbra Streisand, ou de saxophonistes comme Eddie Lockjaw Davis ou Johnny Griffin.
Elle est adepte de la formule orgue-batterie, qu'elle pratique surtout avec Lucien Daubat, mais aussi avec Daniel Humair, Kenny Clarke, Steve Phillips ou Victor Jones.
À son arrivée en France, on lui reproche de ne pas jouer de la musique commerciale, et pas suffisamment « jazz », un reproche qui lui semble d'autant plus injuste que le public adore quand elle joue Hello Dolly ou Isn't She Lovely?,.

## Récompense
- 2018 : Victoires du jazz : Victoire d'honneur

## Décorations
- Commandeure de l'ordre des Arts et des Lettres (2018)[18]
- Chevalière de la Légion d'honneur (2022)[19]

## Discographie

### En leader
- 1962 : Hey! Hey! Hey! (Tru-Sound/Prestige TSLP-15013)
- 1963 : Live! at the Key Club (Tru-Sound/Prestige TSLP-15014)
- 1969 : À l'Orgue Hammond: Take a Ladder (RSB [Scott's label] 331; réédité en 1970 sur Barclay 920.168, puis en 1982 sous le titre Moanin', Barclay 200.425)
- 1970 : À L'Orgue Hammond, Vol. 2 (Barclay 920.126)
- 1971 : À L'Orgue Hammond, Vol. 3: Come Bach To Me (Barclay 920.240)
- 1971 : Live at the Olympia (Barclay 920.379/80 [2LP] ; réédité Gitanes Jazz 549879 en 2001)
- 1973 : À L'Orgue Hammond: Ballades no 1 (Barclay 920.430 ; réédité : Barclay 80.574 en 1975)
- 1974 : À L'Orgue Hammond, Vol. 4: Mach 2 (Barclay 920.350)
- 1974 : Live at the Club Saint-Germain (Barclay 80.535/36 [2LP] ; réédité en 2007)
- 1975 : A L'Orgue Hammond: Ballades No. 2 (Barclay 80.575)
- 1975 : A L'Orgue Hammond: Ballades No. 3 (Barclay 80.576)
- 1975 : Rhoda Scott Budapesten (Pepita [Hungary] SLPX-17487)
- 1976 : Rhoda Scott à New York (en) (Barclay 90.068, ; réédité en 1982 et 1983, Barclay 813590)
- 1977 : Rhoda Scott + Kenny Clarke (Barclay 90.138 ; réédité CD : Gitanes Jazz 549287 in 2000)
- 1977 : Les Orgues de Noël (Barclay 90.147)
- 1979 : Molybdenum (Barclay 91.027)
- 1980 : Rhoda Scott Live (Barclay 91.063)
- 1981 : Stay (à l'Orgue Hammond) (Barclay 200.273)
- 1983 : Negro Spirituals (chantés et interprétés à l'Orgue Hammond) (Barclay 817102)
- 1984 : Classiques & Jazz (à l'Orgue Hammond) (Barclay 823804)
- 1992 : Frame For the Blues (Verve 513294)
- 1993 : Feelin' the Groove (Verve 521304)
- 1997 : Alone (Verve 537635)
- 2003 : The Hammond Organ of Christmas [rec. 1977/1993] (Sunnyside SSC-3017)
- 2003 : Encore, Encore, Encore… (Sunnyside SSC-3027)
- 2005 : Very Saxy: Live Au Meridien (Ahead AH-820.2 [2CD])
- 2006 : Live in Concert! Christian Röver Group Live with Rhoda Scott at the Organ! (Organic Music ORGM-9704)
- 2006 : From C to Shining C (Doodlin' DR-001)
- 2008 : Rhoda Scott Lady Quartet: Live at the Sunset, Paris (Must Record [3660341 237496])
- 2009 : Soul Sisters Come Together in Paris (La Velle) (Must Record MR-6205 [3660341 350638])
- 2010 : Beyond the Sea (Doodlin' DR-013)
- 2016 : On the Road Again: Live at Jazz Club Etoile (Ahead AH 830.2)
- 2017 : Rhoda Scott Lady Quartet: We Free Queens (Sunset SUN-023, 2017)
- 2020 : Movin' Blues (Sunset SUN-027)
- 2021 : Lady All Stars (Framboise Production)
- 2024 : Ladies & Gentlemen (Framboise Production)

### En coleader
- 2009 : The Look of Love: A Tribute to Burt Bacharach, en duo avec Patrick Saussois (DJAZ DISTRIB DJ-577)
- 2011 : Organ Masters, en duo avec Emmanuel Bex, Thierry Eliez, Stefan Patry et Benoît Sourisse (Must Record)
- 2017 : Blanc Cassé, avec Christophe Monniot et Jeff Boudreaux (Sergent Major Company)

### En sidewoman
Avec David Linx
- 2011 : Rock My Boat (Naive NJ-621311)

Avec Sophie Alour
- 2017 : Time For Love (Music From Source)

## Compilations
- Succès de L'orgue (Barclay 950.065, 1974)
- 16 Grands succès (Barclay 200.388, 1975)
- Le Disque d'or : Rhoda Scott (Barclay 90.326, 1979)
- Take Five / In the Mood / Summertime... (Barclay 96.083 [2LP], 1980) - note: LP1= musiques non éditées auparavant; LP2= compilation 1975-1977.
- Summertime (Verve 847862, 1991) - CD compilation
- Rhoda Scott Live (Verve 847863, 1991) - CD compilation; different from Barclay 91.063
- Rhoda Scott and Guests (Verve 847864, 1991) - CD compilation
- Negro Spirituals (Verve 511477, 1991) - CD compilation; different from Barclay 817102
- Stardust (Verve 511478, 1991) - CD compilation
- Take Five (Verve 511479, 1991) - CD compilation
- Les Orgues de Noël (Verve 527035, 1994) - CD compilation; different from Barclay 90.147
- Paris-New York (Universal 0602527976587 [2CD], 2012) - CD compilation/reissue of Barclay 920.168, 920.350, 90.068

## Filmographie
- 2012 : Rhoda Scott, Music is Like Breathing, ciné-portrait de Rina Sherman[20]